# Olax nana
Olax nana är en tvåhjärtbladig växtart som beskrevs av Nathaniel Wallich. Olax nana ingår i släktet Olax och familjen Olacaceae. Inga underarter finns listade i Catalogue of Life.